# Michail Alexandrowitsch Iljinski
Michail Alexandrowitsch Iljinski (russisch Михаил Александрович Ильинский; * 1.jul. / 13. November 1856greg. in Moskau; † 18. November 1941 in Borowoje, Oblast Akmolinsk, Kasachische Sozialistische Sowjetrepublik) war ein russischer Chemiker.

## Leben
Iljinski begann 1875 ein Studium an der Sankt Petersburger Technologieinstitut, aus dem er jedoch 1876 wegen Teilnahme an politischen Aktivitäten ausgeschlossen wurde. Er ging nach Berlin und schloss dort 1882 die Technische Hochschule ab. Bis 1883 und – nach einem kurzen Intermezzo an der Universität Münster – 1884/1885 war er weiter an der Universität bei dem Farbenchemiker Carl Liebermann, dem Erfinder der Alizarinsynthese, tätig. Im Anschluss arbeitete er noch drei Jahre in einer Berliner Farbenfabrik, bevor er 1889 nach Moskau zurückkehrte und dort 10 Jahre in der Alizarin-Fabrik in Schtscholkowo nahe der Moskau arbeitete.
1899 wechselte Iljinski wieder nach Deutschland und leitete das Labor einer Chemiefabrik. Bei Ausbruch des Ersten Weltkrieges lehnte er ab, die deutsche Staatsangehörigkeit anzunehmen und wurde daraufhin unter Polizeiaufsicht gestellt. 1916 floh er nach Russland, wo er nach dem Krieg Privatdozent an der Moskauer Universität war.
Iljinski war er einer der Wegbereiter beim Aufbau der russischen Synthesefarbstoffindustrie. Bedeutsam sind seine Beiträge zur Chemie und Technologie der Anthrachinone.
1934 wurde er als Verdienter Wissenschaftler und Techniker der RSFSR geehrt. Ab 1935 war er Ehrenmitglied der Akademie der Wissenschaften der UdSSR.